# حيد المعزاب (الشاهل)

تعديل مصدري - تعديل

حيد المعزاب هي إحدى قرى عزلة الامرور بمديرية الشاهل التابعة لمحافظة حجة، بلغ تعداد سكانها 93 نسمة حسب تعداد اليمن لعام 2004.